# Vermont/Beverly (Metro de Los Ángeles)
Vermont/Beverly es una estación subterránea en la línea B del Metro de Los Ángeles y es administrada por la Autoridad de Transporte Metropolitano del Condado de Los Ángeles. La estación se encuentra localizada en la Avenida Vermont y Beverly Boulevard en el barrio Koreatown en Los Ángeles, California.

## Conexiones de autobús
Servicios del Metro
- Metro Local: 14, 204
- Metro Rapid: 754